# David Grondin
David Grondin (Juvisy-sur-Orge, 8 mei 1980) is een Franse voetballer (middenvelder) die anno 2009 voor de Belgische tweedeklasser RAEC Mons uitkomt. Voordien speelde hij onder andere voor Arsenal, AS Saint-Étienne, SK Beveren, Dunfermline Athletic, Excelsior Moeskroen en KV Mechelen.
Bij KV Mechelen kon hij nooit rekenen op een basisplaats en daarom besloot David Grondin om begin augustus 2009 de overstap te maken naar het pas gedegradeerde RAEC Mons in tweede klasse te maken.

## Statistieken
| seizoen | club                 | land      | competitie      | wed. | goals |
| ------- | -------------------- | --------- | --------------- | ---- | ----- |
| 1997/98 | Saint-Etienne        | Frankrijk | Ligue 2         | 0    | 0     |
| 1998/99 | Arsenal FC           | Engeland  | Premier League  | 1    | 0     |
| 1999/00 | Saint-Etienne        | Frankrijk | Ligue 1         | 0    | 0     |
| 2000/01 | AS Cannes            | Frankrijk | Ligue 2         | 31   | 0     |
| 2001/02 | SK Beveren           | België    | Jupiler League  | 29   | 3     |
| 2002/03 | Dunfermline Athletic | Schotland | Second Division | 13   | 0     |
| 2003/04 | Dunfermline Athletic | Schotland | Second Division | 14   | 0     |
| 2004/05 | Stade Brest          | Frankrijk | Ligue 2         | 35   | 2     |
| 2005/06 | Excelsior Moeskroen  | België    | Jupiler League  | 28   | 0     |
| 2006/07 | Excelsior Moeskroen  | België    | Jupiler League  | 31   | 3     |
| 2007/08 | Excelsior Moeskroen  | België    | Jupiler League  | 19   | 1     |
| 2008/09 | KV Mechelen          | België    | Jupiler League  | 14   | 0     |
| 2009/10 | RAEC Mons            | België    | Exqi league     | 33   | 1     |
| 2010/11 | FC Brussels          | België    | Exqi league     | 9    | 1     |
| 2012/13 | Stade Bordelais      | Frankrijk | CFA 2           | 2    | 0     |
|         |                      |           | Totaal          | 259  | 11    |